# Brigita Brezovac
Brigita Brezovac (Ptuj, 24 de septiembre de 1979) es una culturista profesional retirada de nacionalidad eslovena.

## Primeros años y educación
Brezovac creció en Ljutomer (Eslovenia). Estudió en la escuela SETUAŠ de Murska Sobota y posteriormente acudió a la Universidad de Maribor.

## Carrera en el culturismo

### Amateur
A los 14 años, Brezovac salía con un chico que contaba con un pequeño gimnasio en su casa. Cuando vio las fotos de Cory Everson y Anja Langer, decidió que quería ser culturista y levantar pesas, además de entrenar kárate.
En 2001, tras sólo tres meses de preparación, Brezovac compitió en el campeonato mundial de 2001 en la categoría de Miss Culturismo, quedando en cuarto lugar. Tras esto, pasó a la categoría de Miss Fitness debido a una lesión. En 2004, en el Campeonato Mundial, los jueces la descalificaron de la categoría de fitness y la pusieron en la de culturismo porque era demasiado musculosa. Ganó la categoría de culturismo. Después le dijeron que debería competir en culturismo porque su físico es más apropiado para ello.
En 2009, Brezovac compitió en el Campeonato Mundial Femenino de la IFBB, donde acabó en segunda posición en la categoría de peso pesado de culturismo y obtuvo su tarjeta profesional de la IFBB a finales de ese mismo año.

### Profesional
En 2010, el año de su debut profesional, ganó las competiciones de culturismo de la IFBB de Tampa Pro y Europa Battle of Champions. Ese año se clasificó para su primer Ms. Olympia, en el que quedó décima. En 2011, ganó el Toronto Pro Super Show y quedó tercera en el Tampa Pro, asistiendo a su segunda cita de Ms. Olympia ese año, en el que acabó tercera. En 2012 y 2013, en todas las competiciones de Ms. International y Ms. Olympia a las que asistió se situó entre las seis primeras en cada ocasión.

### Retiro
Tras asistir al Ms. Olympia de 2013, Brezovac se retiró del culturismo.

### Legado
En 2013, el año en que se retiró, Brezovac figura como la quinta mejor culturista femenina en la lista de clasificación del culturismo femenino profesional de la IFBB.

## Vida personal
Se formó como cinturón negro de kárate durante ocho años, llegando a ser campeona nacional de lucha durante algunos años y compitiendo hasta las categorías de 53 kg. También practicó taekwondo y boxeo. Otras de sus profesiones han sido también la de couching, masajista y entrenadora personal. Habla inglés, alemán, croata y serbio.